# Janice Moodie
Janice Moodie, född 31 maj 1973 i Glasgow, är en skotsk golfspelare som bland annat har spelat på LPGA-touren. Hon är även med i Ladies European Tour. Det var Moddie's mamma som först lärde henne att spela golf, när hon var 11 år.